# Артак
Артак был царём Иберии (современной Грузии) с 78 по 63 год до н. э. Он фигурирует в классических описаниях Третьей Митридатовой войны (Аппиан, Война с Митридатом 103, 117; Дион Кассий 37.1-2; Евтропий 6.14 Артак; Фест 16; Орозий 6.4.8) и отождествляется с Артагом (груз. არტაგ), Ариком (არიკ), Роком (როკ) или Адерком (ადერკ) из средневековых грузинских летописей.
Согласно грузинской исторической традиции он был сыном и преемником Аршака I из династии Арташесидов. Средневековый грузинский отчёт о его правлении краток и сосредоточен на опустошении его царства от рук персов, в то время как классические источники, гораздо более близкие к рассматриваемому периоду, содержат подробное описание войны Артака с Римом на стороне понтийского царя Митридата VI Евпатора и армянского царя Тиграна Великого.
Встревоженный римской оккупацией соседней Албании, Артак пообещал мир и дружбу, но римский полководец Помпей сообщил, что он тайно вооружается, чтобы напасть на римлян во время их продвижения через перевалы Кавказа в марте 65 года до н. э., прежде чем возобновить преследование Митридата, к иберийским цитаделям Армази и Севсамора. Артак, застигнутый врасплох, поспешно сжёг мост через Куру и отступил дальше в свою лесистую страну. Помпей занял крепости и переправился через реку, но встретил ожесточённое сопротивление иберийской армии. В конце концов римляне одержали победу, и, когда Артак увидел Пелор, по-видимому, современный Арагви, через который также переправился Помпей, он сдался и отправил своих детей в качестве заложников.